# 漢中府

陝西省の漢中府の位置（1820年）

漢中府（かんちゅうふ）は、中国にかつて存在した府。明代から民国初年にかけて、現在の陝西省漢中市一帯に設置された。

## 概要
1370年（洪武3年）、明により興元路が漢中府と改められた。漢中府は陝西省に属し、直属の南鄭・褒城・城固・洋・西郷・鳳・沔の7県と寧羌州に属する略陽県、合わせて1州8県を管轄した。
清のとき、漢中府は陝西省に属し、南鄭・褒城・城固・洋・西郷・鳳・沔・略陽・寧羌州・仏坪庁・定遠庁・留壩庁の3庁1州8県を管轄した。
1913年、中華民国により漢中府は廃止された。